# Jevgenij Tjirikov

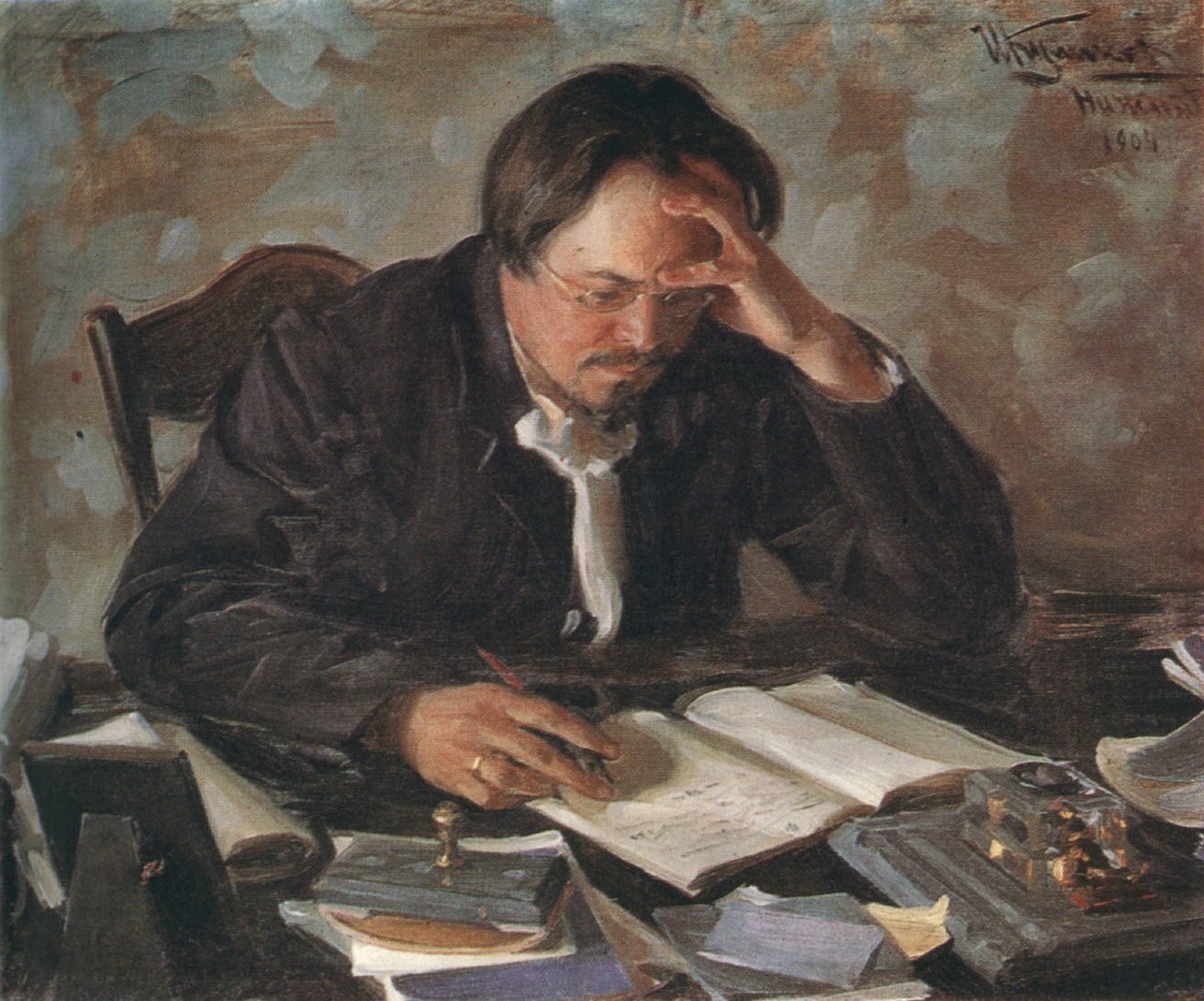
Jevgenij Tjirikov (1904).

Jevgenij Nikolajevitj Tjirikov (ryska: Евгений Николаевич Чириков), född 5 augusti (gamla stilen: 24 juli) 1864 i Kazan, död 18 januari 1932 i Prag, var en rysk författare. 
Tjirikov gjorde sig redan 1893 känd i ryska tidskrifter som skildrare av livet på landsbygden och i universitetsstäder. Han har en skarp iakttagelseförmåga i förening med fin ironi. Han var även verksam som dramatiker. Han tillhörde Maksim Gorkijs grupp och publicerade en del av sina arbeten i dennes "Znanie"-förlag. På svenska finns av Tjirikov "Humoresker" (översatt av Ottar Stahre, pseudonym för John Annell, 1906), skådespelet "Hebréerna" (översatt av Erik Nordenström) och romanen "Ungdom" (av Helmer Wanberg 1916) samt berättelsen "Savelij" (av Rafael Lindqvist i "Det unga Ryssland" II, 1903).